# Tivatski zaljev
Tivatski zaljev oblikom podsjeća na ravnostranični trokut, čiju južnu osnovicu čini obala poluotoka Luštica, a strane (na istoku i zapadu) priobalno područje Tivta i dio Hercegnovske rivijere, potez od naselja Kumbor do tjesnaca Verige, gdje se spaja s Risanskim i Kotorskim zaljevom. Po površini, najveći je od četiri bokokotorska zaljeva, a najveća izmjerena dubina iznosi četrdeset i jedan metar. Povoljan zemljopisni, ali i strategijski položaj, uvjetovao je izgradnju dva velika gospodarska subjekta u vodama Tivatskog zaljeva. To su brodogradilište Bijela i Luka Arsenal. Uz nesumnjive ekonomske prednosti koje su spomenuti industrijski kapaciteti donijeli lokalnom pučanstvu, treba primijetiti da je njihov rad značajno utjecao na okoliš, odnosno na prirodne resurse tog dijela Boke kotorske.
Unutar zaljeva nalaze se tri atraktivna otoka: Otok Sveti Marko, Otok Gospe od Milosti i Otok cvijeća.